# NGC 5064
NGC 5064 — галактика типу Sb у сузір'ї Центавра.
Відкривачем цього об'єкта є Дж. Ф. В. Гершель, який уперше спостерігав його 3 березня 1837 року.
Цей об'єкт міститься в оригінальній редакції нового загального каталогу.